# Zverevo
Zverevo (rusky Зверево) je město v Rostovské oblasti v Ruské federaci. Při sčítání lidu v roce 2010 mělo přes dvaadvacet tisíc obyvatel.

## Poloha a doprava
Zverevo leží ve východní části Doněckého masivu v povodí Kundrjučji, pravého přítoku Severního Doňce. Od Rostova na Donu, správního střediska oblasti, je vzdáleno přibližně 140 kilometrů severovýchodně.
Přes město prochází železniční trať z Moskvy přes Voroněž do Rostova na Donu. Odbočuje zde z ní vedlejší trať vedoucí do Debalceva v ukrajinské části Donbasu.
Několik kilometrů východně od Zvereva prochází dálnice M4 z Moskvy přes Rostov na Donu do Novorossijska.

## Dějiny
Zverevo je nejmladším z měst v Rostovské oblasti. Vyrostlo z malé hornické osady, které vznikla na počátku 20. století kolem železniční stanice Zverevo. Tato stanice dostala své jméno od statku Zverevo, který byl založen v roce 1819 na pozemcích statkářských bratří Zverevů. Bratři dali povolení k položení železnice přes své pozemky pod podmínkou, že nová železniční stanice ponese jejich rodové jméno. Postupně se železniční stanice rozrůstala a byla osídlena rolníky, kteří přišli především z Ukrajiny a centrální části Ruska.
V roce 1894 byla postavena cihlová železniční nádražní budova, která nahradila vyhořelou dřevěnou železniční budovu. Nádražní budova stále ve městě stojí a je nejstarší městskou stavbou.
Na konci 19. století tvořily Zverevo čtyři bezejmenné ulice, 50 domů a také hospodářské a administrativní budovy. V roce 1905 zde existovaly dvě obecné železničářské školy. 
V roce 1929 získalo Zverevo status sídla městského typu.
Za 2. světové války bylo Zverevo sedm měsíců pod německou okupací a osvobozeno bylo 13. února 1943 vojáky 47. gardové divize. 
Od roku 1989 je městem.

## Hospodářství
Zverevo patří mezi významná východodonbaská střediska těžby černého uhlí.